# Front Mission 2
Front Mission 2 (フロントミッション セカンド, Furonto Missho Sekando) é um jogo de RPG tático para o PlayStation e desenvolvido e publicado pela Square. É o segundo jogo que faz parte do enredo da série.
De acordo com o responsável pelas relações públicas da série, Koichiro Sakamoto, o jogo nunca foi lançado para fora do Japão devido a presença de situações e diálogos que causariam constrangimento na América do Norte.

## Jogabilidade
A jogabilidade de Front Mission 2 tem muitas similaridades com o jogo anterior da série, Front Mission, pois manteve o cerne do jogo. Isso não significa que o jogo é uma cópia exata. Várias mudanças são perceptíveis. Primeiro, mais armas tem um alcance, ao contrário do que no jogo anterior em só lança-mísseis e lança-granadas tinham um alcance. Segundo, o terreno influencia na precisão de tiro do wanzer e na possibilidade de contra-ataque. Outra coisa notável é que as armas tem munição limitada. Outras mudanças notáveis são os sistemas de AP (Action Points, em portugês, Pontos de Ação) e o sistema de Honor (Honra, em português).
O sistema de AP dita quantas ações o personagem poderá executar por turno. Ações como movimento e atacar um inimigo gastam APs. No final de um turno inteiro, uma fase sua e uma fase do inimigo, uma certa quantidade de AP é restaurada. Os valores de AP, total e capacidade de recarga, são aumentados conforme o crescimento dos níveis dos personagens. Esses fundamentos básicos do sistema de AP estão presente nas sequências. Entretanto, o sistema de Front Mission 2 possui muitos fatores que o resulta em um nível de detalhamento mais profundo de estratégia.
A quantidade de AP influencia a efetividade de vários fatores como precisão e evasão. Tendo uma barra de AP quase cheia resulta em ótimos ataques, enquanto pequenas quantidades geram poucos acertos. Os AP também influenciam nos contra-ataques e na ativação de habilidades, tornando crucial o gerencimento da quantidade de AP de todos. O sistema de Honor, que avalia o quão respeitado é um personagem no campo de batalha, adiciona mais fatores com a adição do sistema de AP.
A grande característica no sistema de Honor é o efeito no time, onde andar pelo mapa com os aliados por perto garante vantagens. Tais situações resultam em maiores quantidades de AP e recarga mais rápida dos AP, e também melhoras nos atributos de combate. Por isso, cercar inimigos facilita a destruição deles, pois o AP dele é reduzido. A mesma situação aplica-se aos inimigos, para equilibrar o sistema. A Honor é aumentada destruindo inimigos e utilizando o fator do time. Habilidades de batalha só são conseguidas através do sistema de Honor.
Através da combinação do sistema de AP e de Honor, Front Mission 2 possui um grande nível de complexidade estratégica. Adicione mais mudanças ao sistema e você terá um dos jogos da série Front Mission mais focados em estratégia. Esse foco em estratégia tem suas desvantagens, como por exemplo uma curva de aprendizado em que o aprendizado tem que ser rápido, e um jogo longe de ser amigável ao usuário. Missões como enfrentar 20 inimigos em território adverso só comprovam isso.
Deixando as batalhas de lado, Front Mission é praticamente o mesmo do primeiro Front Mission. Há partes em que o jogador vai às cidades melhorar seu wanzer e no coliseu lutar para ganhar dinheiro. A customização massiva de wanzers continua a mesma, só que com mais peças novas. Uma nova funcionalidade é o sistema de NetWork, uma pseudo-internet onde o jogador pode aprender mais sobre o mundo do jogo. Essa funcionalidade é expandida na sequência do jogo, Front Mission 3.

## História

### Enredo e locais
Ocorre na O.C.U. Alordesh (atual Bangladesh) durante Junho de 2102. Front Mission 2 é a história do soldado da Oceania Cooperative Union (O.C.U.) Ash Faruk e da oficial Lisa Stanley. Uma noite, Ash e seu batalhão, os Muddy Otters, são surpreendidos quando o Exército de Alordesh se revolta contra a O.C.U.. Escapando por pouco do ataque a Rimian Naval Base, os Muddy Otters são forçados a fugirem das forças rebeldes. Enquanto os Muddy Otters se juntam com os outros batalhões sobreviventes da OCU, a OCU envia uma força expedicionária para reconquistar a região. Durante esse tempo, a O.C.U. Intelligence Agency (Agência de Inteligência da OCU) envia Lisa Stanley e sua unidade para analisar os movimentos do exército de Alordesh para ajudar os exércitos da OCU.

### Personagens
O jogo alterna entre o ponto de vista dos dois protagonistas, Ash Faruk e Lisa Stanley. Após um certo tempo, os grupos se juntam, sobre o ponto de vista de Ash.
- Ash Faruk - idade: 25. Ash Faruk é um cabo e membro do 41º Batalhão das Forças Marítimas da OCU (O.C.U. Maritime Defense Force 41st Battalion), os Muddy Otters. Ash foi um segundo-tenente no exército de Alordesh, mas foi dispensado sem razões em 2098. Faruk então se alista no exército da OCU em 2100.
- Amia McCalum - idade: 25. Amia é uma Marine First Class e membro da Muddy Otters. Amia era originalmente uma piloto de transporte, até que então decidiu mudar-se para uma função terrestre em 2099. Tentou conseguir um posto de piloto de wanzer, e foi recrutada para os Muddy Otters dois anos depois.
- Joyce S. Whitfield - idade: 26. Joyce é um Marine First Class e membro da Muddy Otters. Alistou-se no exército da OCU em 2094 e foi-lhe atribuídos serviços em terra pelo exército normal. Em 2100 foi transferido para os Muddy Otters devido a sua atitude em relação às mulheres.
- Griff Burnam - idade: 32. Griff é um sargento e membro da Muddy Otters. Ele dedicou-se por muito tempo a O.C.U. Ground Defense Force. Em 2092 Griff foi apontado como instrutor de wanzers antes de tentar entrar para as forças marítimas da OCU em 2101. Griff também aparece na versão para o DS de Front Mission.
- Thomas Norland - idade: 47. Thomas é um capitão e líder do 89º Batalhão Móvel da O.C.U. Ground Defense Force (O.C.U. Ground Defense Force 89th Mobile Battalion), os Dull Stags. Thomas é um veterano de vários conflitos, mas tem respondido inquéritos sobre apropriação indébita de produtos. Norland também aparecece no jogo Front Mission 2089: Border of Madness.
- Roswell Tarana - idade: 29. Roswell é um sargento e membro dos Dull Stags. Originalmente da E.C. Itália, alistou-se no exército da OCU em 2090 e foi-lhe assignado o posto de funções terrestres. Em 2100, Tarana foi transferido para os Dull Stags enquanto eles estavam na base de Ramanston na OCU Alordesh.
- Rocky Armitage - idade: 28. Rocky é um sargento e membro dos Dull Stags. Rocky se alistou na OCUGDF em 2091. Foi oferecido um posto de segundo tenente a ele, mas ele recusou e preferiu entrar nos Dull Stags em 2100.
- Lisa Stanley - idade: 26. Lisa tem o posto de capitã e é uma agente da inteligência especial da agência de inteligência da OCU. Lisa cursou a escola de oficiais em 2093 e graduou-se com honras em 2095. Logo após isso,Stanley foi levada a agência de inteligência e tem se mostrado competente em muitas operações de espionagem.
- Mitsuzuka Sayuri - idade: 21. Sayuri é uma segundo-tenente, e assistente de Lisa na agência de inteligência da OCU, onde ela entrou em 2101. Sayuri serviu primeiro como infantaria no exército normal, e provou ser digna ao ajudar a companhia dela se salvar após uma missão em que falharam em Belgrado.
- Cordy Hoffa - idade: 26. Cordy é uma lutadora de arena e ex-membro do exército da OCU. Cordy trabalhou junto com Sayuri em muitas missões para o exército normal. Após sair, Cordy abraçou o estilo de vida de lutador de arena no país OCU Alordesh.
- Pike A. Reischauer - idade: 30. Pike é um agente trabalhando para a CIU (Central Intelligence Unit, ou Unidade Central de Inteligência). Após a eclosão do golpe de estado em Alordesh, Pike foi enviado ao país para assessorar as condições da nação e dar suporte aos sobreviventes do exército da OCU.
- Maylan Malda - idade: 36. Maylan é um capitão do exército de Alordesh. Maylan alistou-se no exército em 2084 e trabalhou em vários postos diferentes durante anos. Maylan se torna um dos grandes apoiadores da revolta do exército contra a OCU e o movimento de independência.
- Saribash Labra - idade: 50. Saribash é o fundador e CEO da Burg Transportation, um grande negócio de transportes em Alordesh. Enquanto apoia o movimento de independência, sofre oposição do exército de Alordesh, que usou um golpe de estado para tentar a independência. Labra contrata também Royd Clive, do primeiro Front Mission, para se proteger do exército de Alordesh.
- Ven Mackarge - idade: 26. Ven é um coronel-tenente do exército de Alordesh e líder das forças do golpe de estado. Insatisfeito com a situação atual de Alordesh, Ven declara independência da OCU e renomeia o exército de Alordesh para "The Revolutionary Army", em português, O Exército Revolucionário. Através de um plano elaborado e bem executado, Ven mantém a nação como refém após vencer facilmente as forças da OCU em Alordesh.

## Trilha Sonora
A trilha sonora de Front Mission foi composta por Noriko Matsueda, que também compôs a trilha sonora do primeiro Front Mission. O disco Front Mission 2 Original Soundtrack foi lançado pela DigiCube no dia 21 de Setembro de 1997, em um disco único com 43 faixas.

## Recepção e crítica
Front Mission 2 foi tanto um sucesso financeiro como de crítica no Japão. O jogo vendeu 496,200 cópias, o tornando o 18º jogo mais vendido de 1997.
A Famitsu deu uma nota de 32 em 40 no lançamento do jogo. A revista também escolheu o jogo como o 63º melhor jogo do PlayStation.
Front Mission 2 foi criticado por seus longos momentos de carregamento do jogo, fazendo com que o jogador tenha que esperar mais de 10 segundos para o início de uma cena de batalha, algo que ocorre centenas de vezes em uma batalha. A falha técnica foi consertada mais tarde, na reedição Ultimate Hits, onde o jogador podia ignorar as cenas de batalha. O jogo foi relançado mais tarde Front Mission e Front Mission 3 como parte da compilação Front Mission History. Essa versão inclui uma opção de batalhas curtas, que permite o jogador avançar pela história através de uma forma mais rápida.